# Paula Vizoso
Paula Vizoso (Móstoles, 17 de febrero de 2000) es una futbolista española. Juega de guardameta y su equipo actual es el Real Betis de la Primera División de España. Ganó la Copa de la Reina con el Atlético de Madrid en 2023.

## Trayectoria

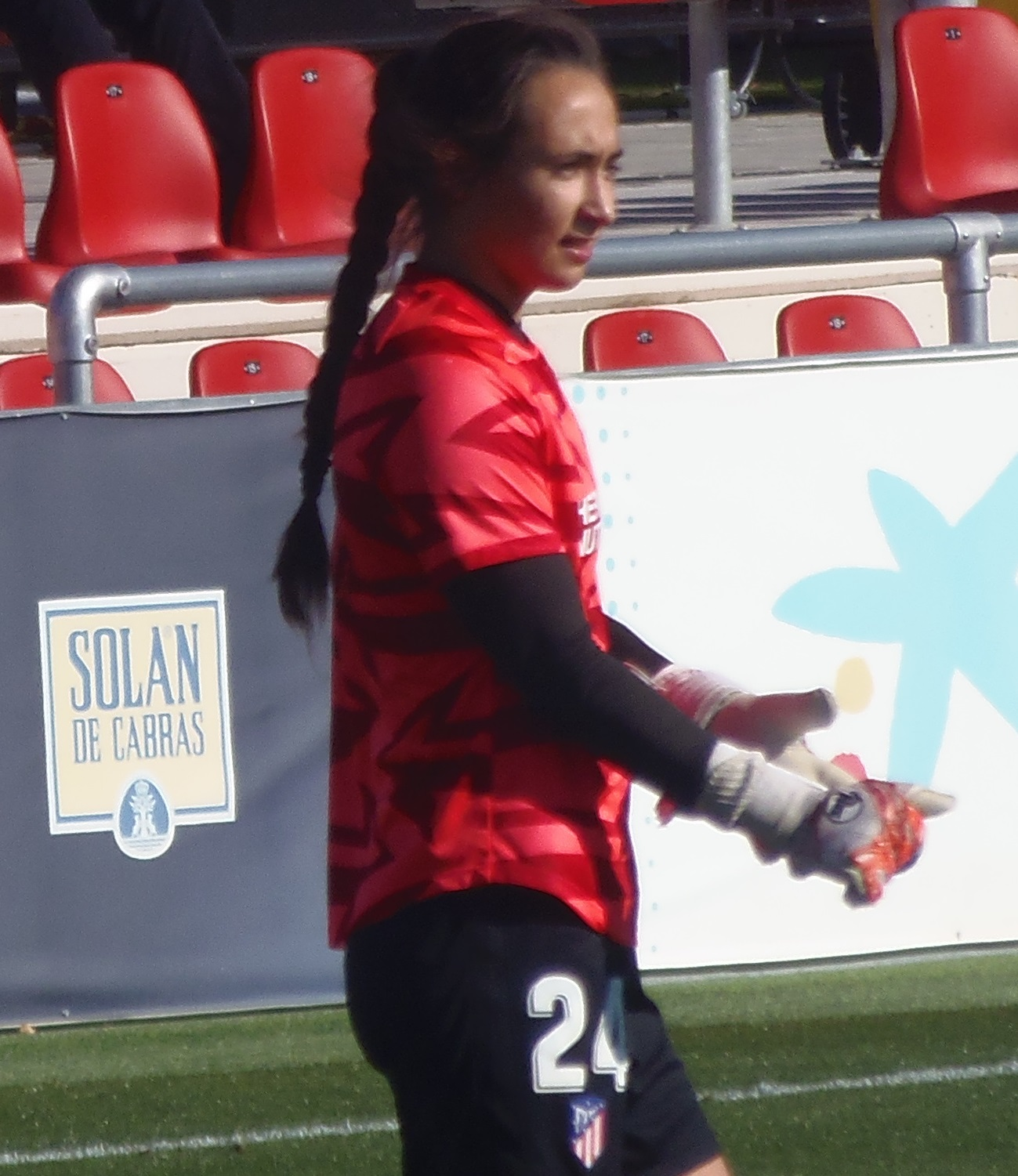
Paula Vizoso en 2022, cuando jugaba en el Atlético de Madrid

### Inicios
A pesar de nacer en Móstoles vivió y creció en el barrio de Aluche en Madrid. Sus primera experiencia en el fútbol se produjo a los 6 años en un equipo de su barrio, el Club Deportivo Aviación, y posteriormente en el equipo de fútbol sala de su colegio, el C. E. I. P. Alcalde de Móstoles. En 2010, a la edad de 10 años, pasó las pruebas para unirse al Atlético de Madrid. En sus dos primeros años jugó en la categoría alevín. En su primera temporada ganó el premio a jugadora revelación del equipo, y en el segundo año fueron campeonas de su grupo . En la temporada 2012-13 pasó a la categoría sub-13 y volvió a ganar el campeonato liguero. Durante esta época formó parte de la selección de Madrid sub-12 que disputó el campeonato de España de fútbol 8.
En 2013 jugó en la categoría sub-16 y por tercer año consecutivo ganó su liga. Entre 2014 y 2017 jugó en la categoría juvenil. Ganó la liga en dos de las tres temporadas, y fue dos veces elegida jugadora revelación del equipo. En 2017 pasó al Atlético de Madrid C, que se proclamó campeón de su grupo. Con la selección de Madrid sub-18 alcanzó la semifinal del Campeonato de España de la temporada 2017-18, en la que fueron derrotadas por la selección de Cataluña.
En 2018 pasó a jugar en la liga universitaria con la Universidad de Texas Southern. Debutó el 17 de agosto ante Rio Grande Valley y jugó de manera habitual durante la liga regular, en la que fueron terceras y fueron eliminadas en la semifinal de conferencia por penaltis, en un partido en el que Vizoso no participó. Su entrenadora, Kathryn Balgun, destacó el juego aéreo de Vizoso.
En 2019 regresó al Atlético de Madrid para jugar en el filial rojiblanco. Jugó dos temporadas en Segunda División, rotando en el puesto de portera titular junto a sus compañeras.

### Fútbol profesional
Vizoso fue convocada por primera vez con el primer equipo en febrero de 2020 para jugar un torneo amistoso en Turquía. A pesar de seguir formando parte del equipo filial hizo la pretemporada con el primer equipo de cara a la temporada 2020-21.
Jugó el primer amistoso de la pretemporada ante el A. C. Milan. Tras jugar varios amistosos fue suplente de Lola Gallardo y Hedvig Lindahl durante la temporada. Debutó el 26 de marzo de 2022 ante el Valencia C. F. con victoria por 3-0, sustituyendo a Lola Gallardo en la segunda parte. Su entrenador declaró tras el partido que «es una jugadora de cantera que viene trabajando en silencio muchísimo, que está trabajando espectacular en silencio [...]. Confiamos en que va a jugar muchísimos partidos aquí.»
En la temporada 2022-23 jugó un encuentro en liga, en la que el equipo quedó en carta posición, y ganaron la Copa de la Reina. Al finalizar la temporada rescindió su contrato con el club colchonero y fichó por el Real Betis.

## Estadísticas

### Clubes
Actualizado al último partido jugado el 6 de mayo de 2023.
| Club | Div.          | Temporada     | Liga  | Liga  | Liga   | Copas nacionales(1) | Copas nacionales(1) | Copas nacionales(1) | Copas internacionales(2) | Copas internacionales(2) | Copas internacionales(2) | Total | Total | Total  | Media goleadora(3) |
| Club | Div.          | Temporada     | Part. | Goles | Asist. | Part.               | Goles               | Asist.              | Part.                    | Goles                    | Asist.                   | Part. | Goles | Asist. | Media goleadora(3) |
| --- | ------------- | ------------- | ----- | ----- | ------ | ------------------- | ------------------- | ------------------- | ------------------------ | ------------------------ | ------------------------ | ----- | ----- | ------ | ------------------ |
| Texas Southern University Estados Unidos | NCAA          | 2018          | 13    | 14    | 0      | -                   | -                   | -                   | -                        | -                        | -                        | 13    | 14    | 0      | 1.08               |
| Texas Southern University Estados Unidos | Total club    | Total club    | 13    | 14    | 0      |                     |                     |                     |                          |                          |                          | 13    | 14    | 0      | 1.08               |
| Atlético de Madrid B · España |               |               |       |       |        |                     |                     |                     |                          |                          |                          |       |       |        |                    |
| 2.ª | 2019-20       | 10            | 18    |       | -      | -                   | -                   | -                   | -                        | -                        | 10                       | 18    |       | 1.80   |                    |
| 2.ª | 2020-21       | 8             | 7     |       | -      | -                   | -                   | -                   | -                        | -                        | 8                        | 7     |       | 0.88   |                    |
| Total club | Total club    | 18            | 25    |       |        |                     |                     |                     |                          |                          | 18                       | 25    |       | 1.39   |                    |
| Atlético de Madrid · España |               |               |       |       |        |                     |                     |                     |                          |                          |                          |       |       |        |                    |
| 1.ª | 2021-22       | 1             | 0     | 0     | -      | -                   | -                   | -                   | -                        | -                        | 1                        | 0     | 0     | 0      |                    |
| 1.ª | 2022-23       | 1             | 1     | 0     |        |                     |                     |                     |                          |                          | 1                        | 1     | 0     | 1.00   |                    |
| Total club | Total club    | 2             | 1     | 0     |        |                     |                     |                     |                          |                          | 2                        | 1     | 0     | 0.50   |                    |
| Total carrera | Total carrera | Total carrera | 33    | 40    |        |                     |                     |                     |                          |                          |                          | 33    | 40    | 0      | 1.21               |
| (1) Incluye datos de Copa de la Reina y la Supercopa. (2) Incluye datos de Liga de Campeones Femenina de la UEFA. (3) No incluye goles en partidos amistosos. |               |               |       |       |        |                     |                     |                     |                          |                          |                          |       |       |        |                    |

## Palmarés

### Campeonatos nacionales
| Título           | Club               | País   | Año     |
| ---------------- | ------------------ | ------ | ------- |
| Copa de la Reina | Atlético de Madrid | España | 2022-23 |

### Distinciones individuales
| Distinción                                           | Año     |
| ---------------------------------------------------- | ------- |
| Jugadora revelación del Atlético de Madrid Alevines  | 2010-11 |
| Jugadora revelación del Atlético de Madrid Juvenil C | 2014-15 |
| Jugadora revelación del Atlético de Madrid Juvenil A | 2016-17 |

## Vida privada
Estudia ingeniería biomédica en la Universidad Rey Juan Carlos.